# O’Odham
O'Odham oder Pima Alto (Obere Pima) bezeichnet verschiedene sprachlich und kulturell verwandte Indianerstämme der Sonora-Wüste im Süden Arizonas, USA, sowie im Norden Sonoras, Mexiko.
Zu den O'Odham gehören die Tohono O’Odham (früher auch Papago), die Hia C-eḍ O'Odham (früher auch Sand Papago),
die Akimel O'Odham (früher meist Pima), die Ak-Chin O'Odham sowie die Sobaipuri (auch Sobas, heute in den anderen Gruppen aufgegangen). Heute leben die verschiedenen Gruppen der O'Odham in der Tohono-O'Odham-Nation, der San Xavier Indian Reservation, der Gila River Indian Reservation, der Salt River Pima-Maricopa Indian Community, der Ak-Chin-Community sowie außerhalb der Reservationen in den umliegenden Städten und Gemeinden Arizonas.
Ihre nächsten kulturellen und sprachlichen Verwandten sind die ebenfalls Pimic-sprachigen südlich lebenden Pima Bajo (Untere Pima) und Tepehuan.
Die Salt River Pima-Maricopa Indian Community (SRPMIC) bewohnen die Onk Akimel O'Odham (auch On'k Akimel Au-Authm - ‘Volk, das entlang des Salt River lebt’, einer Untergruppe der Akimel O'Odham), die Tohono O'Odham, die Maricopa of Lehi ('Xalychidom Piipaash', Nachfahren der Halchidhoma) sowie einige Keli Akimel O'Odham (auch Keli Akimel Au-Authm - ‘Volk, das entlang des Gila River lebt’, einer Untergruppe der Akimel O'Odham). Die Gila River Indian Reservation wird zusammen von Maricopa (‘Pee-Posh’) und Keli Akimel O'Odham bewohnt. Die als Stamm nicht anerkannten Hia C-eḍ O'Odham leben meist zusammen mit den Tohono O'Odham in deren Reservaten, der Tohono-O'Odham-Nation, der San Xavier Indian Reservation sowie in kleinen Gruppen in den anderen Reservaten.
Die verschiedenen O'Odham-Gruppen waren bereits in vorspanischer Zeit in ein loses Verteidigungsbündnis gegen die feindlichen, zu den Fluss-Yuma zählenden Mohave, Quechan und Cocopa und gegen die Westlichen Apachen, Chiricahua sowie deren Verbündete, den Yavapai, einer Gruppe der Hochland-Yuma, organisiert.
Als die Spanier mit ihrer besseren Organisation, größeren Ressourcen sowie besseren Waffen, den O'Odham Schutz gegen ihre Feinde boten, verbündeten sich diese mit den Weißen in einer großen indianisch-spanischen Allianz, zusammen mit den Opata, Pima Bajo (Untere Pima), Tepehuan, Pueblo, Ute und sogar den kriegerischen Comanchen gegen die Apachen und deren Verbündete.
Die feindlichen Apachen nannten die Tohono O'Odham, Akimel O'Odham, Ak-Chin O'Odham sowie Sobaipuri Sáíkiné (‘Sand House People’ - ‘Sandhaus-Volk’, da sie in Adobe-Pfahlhäusern lebten) oder Ketl'ah izláhé (‘Rope Under Their Feet People’, da sie im Gegensatz zu den Apachen Sandalen trugen).

## Sprache
Ihre Sprache, das O'Odham ha-ñeʼokĭ, O'Ottham ha-neoki oder O'Odham ñiok zählt zu den Pimic-Sprachen (oder Tepiman) und gehört zum südlichen Zweig der Uto-Aztekischen Sprachfamilie. Innerhalb dieser Sprache treten wiederum mehrere Dialekte auf
- Tohono O'Odham
  - Cukuḍ Kuk Dialekt
  - Gigimai Dialekt
  - Huhuʼula Dialekt
  - Huhuwoṣ Dialekt
  - Totoguani Dialekt
- Hia C-eḍ O'Odham
  - mehrere Dialekte (?)
- Akimel O'Odham
  - Östlicher Gila Dialekt
  - Kohadk Dialekt
  - Salt River Dialekt
  - Westlicher Gila Dialekt